# Onychopterocheilus lelegrius
Onychopterocheilus lelegrius är en stekelart som beskrevs av Kurzenko 1976. Onychopterocheilus lelegrius ingår i släktet Onychopterocheilus och familjen Eumenidae. Inga underarter finns listade i Catalogue of Life.